# Mitchellville (Arkansas)
Mitchellville es una ciudad ubicada en el condado de Desha en el estado estadounidense de Arkansas. En el Censo de 2010 tenía una población de 360 habitantes y una densidad poblacional de 1.061,04 personas por km².

## Geografía
Mitchellville se encuentra ubicada en las coordenadas 33°54′18″N 91°29′54″O / 33.90500, -91.49833. Según la Oficina del Censo de los Estados Unidos, Mitchellville tiene una superficie total de 0.34 km², de la cual 0.34 km² corresponden a tierra firme y (0%) 0 km² es agua.

## Demografía
Según el censo de 2010, había 360 personas residiendo en Mitchellville. La densidad de población era de 1.061,04 hab./km². De los 360 habitantes, Mitchellville estaba compuesto por el 2.78% blancos, el 94.44% eran afroamericanos, el 0% eran amerindios, el 0% eran asiáticos, el 0% eran isleños del Pacífico, el 2.22% eran de otras razas y el 0.56% pertenecían a dos o más razas. Del total de la población el 3.61% eran hispanos o latinos de cualquier raza.